# Archeano
L'Archeano (dal greco antico αρχή, arkhē, 'inizio', 'origine') è il secondo eone della suddivisione del tempo geologico del Precambriano. I suoi limiti temporali si pongono tra 4,031 miliardi e 2,5 miliardi di anni fa.
È successivo all'eone Adeano ed è seguito dall'eone Proterozoico. 

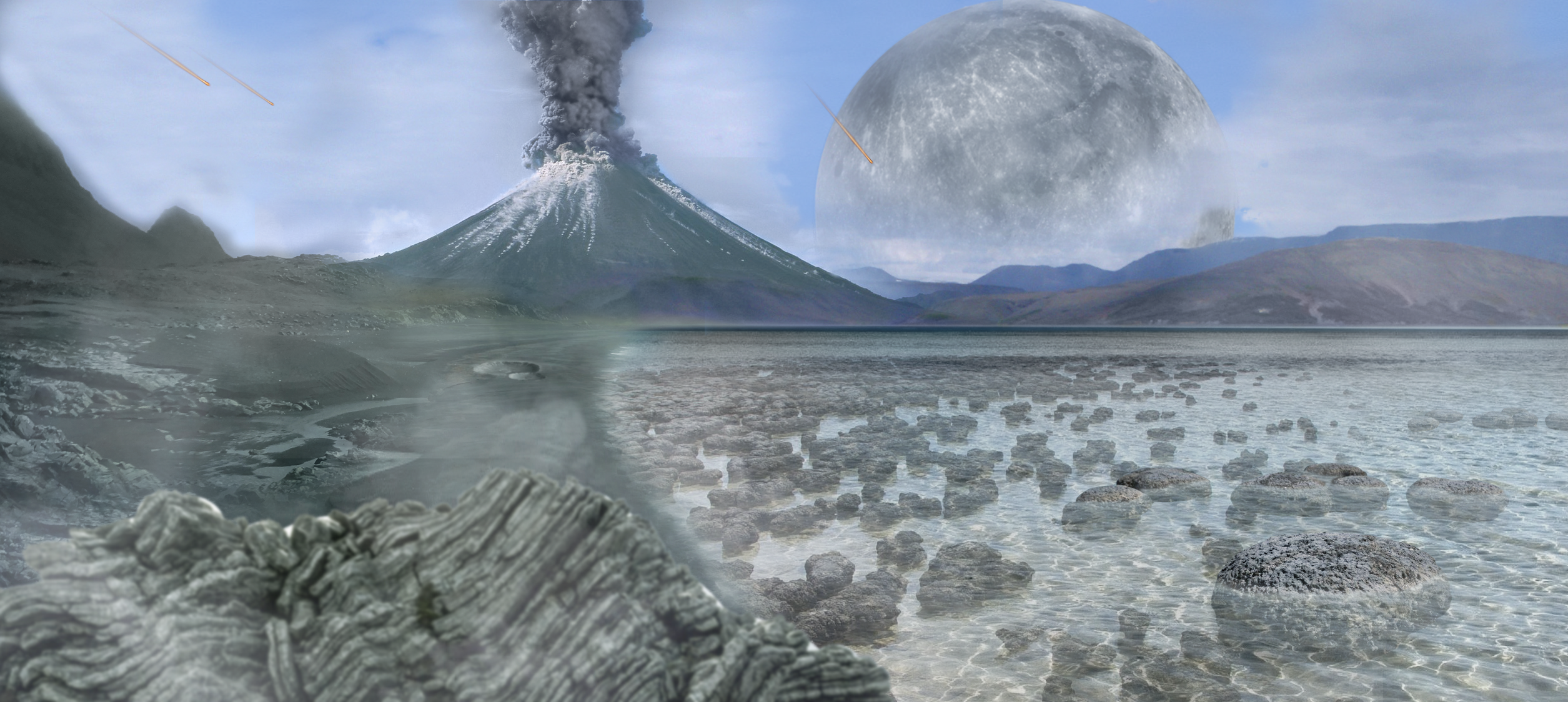
Visione d'artista dell'ambiente durante l'Archeano

Anche se si conoscono rocce affiorate più antiche, le più vecchie formazioni rocciose esposte sulla superficie della Terra sono archeane o poco più antiche. Rocce archeane conosciute sono state trovate in Groenlandia, in Canada, in Australia nordoccidentale e in Sudafrica. L'Archeano, al pari dell'Adeano, appartiene alla unità geocronologica informale denominata Tempo Precambriano (termine ormai desueto).

## Suddivisione in ere geologiche
La Commissione Internazionale di Stratigrafia riconosce per l'Archeano la suddivisione in quattro ere geologiche, ordinate dalla più recente alla più antica secondo il seguente schema:
- Neoarcheano da 2 800 milioni di anni fa (Ma) a 2 500 Ma
- Mesoarcheano da 3 200 Ma a 2 800 Ma
- Paleoarcheano da 3 600 Ma a 3 200 Ma
- Eoarcheano da 4031 ±3 Ma a 3 600 Ma

## Sinonimi e correlazioni
Sono ritenuti sinonimi:
- Swaziano (controverso)

L'Archeano si sovrappone in parte allo Swaziano (4000-3000 Ma), un termine informale comune nella letteratura geologica sudafricana.

## Atmosfera
L'atmosfera archeana era apparentemente carente di ossigeno libero. Le temperature sembravano essere vicino ai livelli attuali, anche se gli astronomi ritengono che il sole a quei tempi avesse una luminosità all'incirca di un terzo minore di quella attuale. Ciò fa pensare che i maggiori contributi di gas serra furono prodotti proprio in questa epoca; queste sono tutte ipotesi.

## Contenuto fossilifero
Probabili residui di prodotti batterici (stromatoliti) sono stati datati intorno all'archeano e ad alcuni probabili fossili batterici è attribuita l'origine di formazione di letti sedimentari criptocristallini di silice denominati chert o selce. Si pensa che la vita sia stata presente durante l'archeano, ma probabilmente era limitata a singole cellule ed organismi anucleati semplici, denominati procarioti.